# Catalana sandrangato
Catalana sandrangato là một loài bướm đêm trong họ Noctuidae.